# The Fosters
The Fosters é  uma série americana que foi exibida nos Estados Unidos pelo canal ABC Family (atualmente Freeform) de 3 de junho de 2013 á 6 de junho de 2018. Em Portugal, a série estreou dia 1 de fevereiro de 2014 pelo AXN White. No Brasil foi exibida pelo Canal Sony e ficou disponível no catalogo da Netflix Brasil, porém foi retirada em 15 de outubro de 2018.

## Sinopse
Stef (Teri Polo) é uma policial que foi casada com seu colega de trabalho Mike (Danny Nucci), com quem teve um filho, Brandon (David Lambert). Agora divorciada, ela vive com Lena (Sherri Saum), uma vice-diretora de uma escola onde seus filhos estudam.
Quando Lena conhece Callie (Maia Mitchell), uma adolescente problemática, ela decide acolher a menina, levando-a para viver com sua já numerosa família. Enquanto a presença de Callie provoca problemas de relacionamentos, a jovem preocupa-se unicamente em resgatar seu irmão caçula, Jude Jacob (Hayden Byerly), que vive com seu pai adotivo que sofre abusos e agressões físicas por parte dele. A família também conta com Jesus (Jake T. Austin) e Mariana Foster (Cierra Ramirez), irmãos gêmeos adotados por Stef e Lena. Jake T. Austin saiu no final da 2ª temporada e o personagem Jesus passou a ser interpretado por Noah Centineo.

## Elenco
| Ator           | Personagem           | Temporadas | Temporadas | Temporadas | Temporadas | Temporadas |
| Ator           | Personagem           | 1ª         | 2ª         | 3ª         | 4ª         | 5ª         |
| -------------- | -------------------- | ---------- | ---------- | ---------- | ---------- | ---------- |
| Teri Polo      | "Stef" Adams Foster  | Regular    | Regular    | Regular    | Regular    | Regular    |
| Sherri Saum    | Lena Adams Foster    | Regular    | Regular    | Regular    | Regular    | Regular    |
| David Lambert  | Brandon Foster       | Regular    | Regular    | Regular    | Regular    | Regular    |
| Jake T. Austin | Jesus Adams Foster   | Regular    | Regular    | —          | —          | —          |
| Noah Centineo  | Jesus Adams Foster   | —          | —          | Regular    | Regular    | Regular    |
| Cierra Ramirez | Mariana Adams Foster | Regular    | Regular    | Regular    | Regular    | Regular    |
| Maia Mitchell  | Callie Adams Foster  | Regular    | Regular    | Regular    | Regular    | Regular    |
| Hayden Byerly  | Jude Adams Foster    | Regular    | Regular    | Regular    | Regular    | Regular    |
| Danny Nucci    | Mike Foster          | Regular    | Regular    | Regular    | Regular    | Regular    |

## Episódios
| Temporada | Temporada | Episódios | Episódios | Originalmente exibido | Originalmente exibido |
| Temporada | Temporada | Episódios | Episódios | Estreia da temporada  | Final da temporada    |
| --------- | --------- | --------- | --------- | --------------------- | --------------------- |
|           | 1         | 21        | 21        | 3 de junho de 2013    | 24 de março de 2014   |
|           | 2         | 21        | 21        | 16 de junho de 2014   | 23 de março de 2015   |
|           | 3         | 20        | 20        | 8 de junho de 2015    | 28 de março de 2016   |
|           | 4         | 20        | 20        | 20 de junho de 2016   | 11 de abril de 2017   |
|           | 5         | 22        | 22        | 11 de julho de 2017   | 6 de junho de 2018    |

## Produção

### Concepção
The Fosters foi originalmente concebido pelos criadores abertamente gays Bradley Bredeweg e Peter Paige que queria escrever um drama que refletisse a "família moderna americana". Depois de considerar uma história sobre dois pais gays, a dupla percebeu que dois homens criando uma família já havia sido abordado na televisão e começou a considerar uma história sobre duas mulheres. Em uma entrevista Bredeweg declarou: "Percebemos que havia um tipo de vácuo quando se tratava de histórias sobre mulheres criando famílias. Então partimos nessa direção. Muitos de nós mesmos fomos criados apenas por mulheres." Além disso, alguns elementos da série que tratam do sistema de assistência social teriam sido inspirados por um problemático amigo de infância de Bredeweg, que lutou no sistema de adoção antes de ser adotado em seu último ano do ensino médio.

### Desenvolvimento

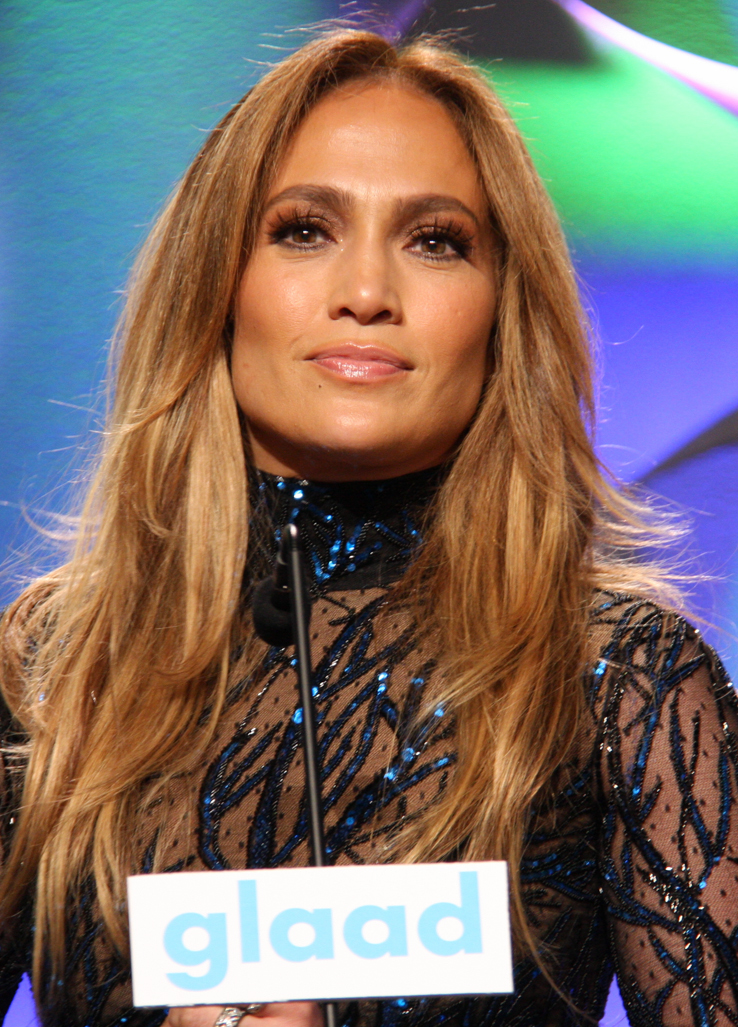
Jennifer Lopez, produtora executiva da série.

Após finalizar o roteiro do episódio piloto, Paige e Bredeweg tentaram apresentar o projeto para algumas produtoras e não obtiveram sucesso devido o tema abordado, até que foram apresentados a Jennifer Lopez por meio de uma amiga que trabalhava na produtora Nuyorican Productions, fundada pela própria J.Lo. A decisão de Lopez de se envolver no projeto, além de seu público LGBT+, também foi inspirada em sua falecida tia Marisa, irmã mais velha de sua mãe, que era homossexual e enfrentou discriminação durante toda sua vida. Com Lopez a bordo, a equipe apresentou o projeto para várias redes. Em 6 de julho de 2012, foi relatado que Lopez e sua produtora estavam desenvolvendo um drama de uma hora para o canal pago ABC Family, que contaria a história de um casal de lésbicas criando uma família multi-étnica "do século 21". Lopez também foi anunciada como produtora executiva do projeto, juntamente com Simon Fields e Greg Gugliotta, e os showrunners Peter Paige e Brad Bredeweg.
Em 24 de setembro de 2012, Teri Polo e Sherri Saum foram escaladas para interpretar Stef Adams Foster e Lena Adams Foster, respectivamente. Em 6 de fevereiro de 2013, a ABC Family aprovou o programa, com a produção marcada para começar a primavera de 2013. O restante do elenco principal também foi anunciado, incluindo Danny Nucci como o ex-marido de Stef, Mike Foster, David Lambert como seu filho biológico Brandon Foster, Jake T. Austin e Cierra Ramirez como os gêmeos, Jesus e Mariana, e Maia Mitchell e Hayden Byerly como Callie e Jude Jacob. Em 11 de abril de 2013, o TV Guide revelou a primeira foto oficial do elenco.

## Transmissão
The Fosters estreou em 3 de junho de 2013, inicialmente com dez episódios. Em 30 de julho de 2013, a série ganhou uma temporada completa, com onze episódios adicionais, tendo retornando em 13 de janeiro de 2014, e sendo concluída em 24 de março. Em 11 de outubro de 2013, foi renovada para uma segunda temporada que estreou em 16 de junho de 2014. Em 13 de janeiro de 2015, foi renovada para uma terceira temporada, que estreou em 8 de junho. Em 30 de novembro de 2015, a série foi renovada para uma quarta temporada, que começou a ser exibida em 20 de junho de 2016. Em 10 de janeiro de 2017, foi renovado para uma quinta temporada.
Em 3 de janeiro de 2018, a Freeform anunciou que The Fosters chegaria ao final, após cinco temporadas. O 100º episódio da série foi exibido num evento de duas horas em junho de 2018. O três episódios finais deram um pontapé inicial para Good Trouble, um spin-off centrado nas personagens Callie e Mariana.

## Spin-off

### Girls United
Em 27 de janeiro de 2014, foi confirmado que a ABC Family lançaria um spin-off de The Fosters no site do canal, chamado The Fosters: Girls United. A websérie de cinco partes segue a vida das moradoras da casa Girls United. Maia Mitchell, Hayley Kiyoko, Daffany Clark, Cherinda Kincherlow, Annamarie Kenoyer, Alicia Sixtos e Angela Gibbs estrelaram a série.

### Good Trouble
Em 3 de janeiro de 2018, após o anúncio do final da série, a Freeform anunciou que um spin-off estava em andamento. Centralizado nas vidas adultas de Callie e Mariana, morando em Los Angeles. Good Trouble estreou no canal em 8 de janeiro de 2019. A segunda temporada teve estréia em 8 de junho do mesmo ano.